# Lazare de Galèsion
Pour les articles homonymes, voir Lazare (homonymie).
Saint Lazare de Galèsion ou saint Lazare le Galèsiote (ou le Galisiote) ou saint Lazare le Thaumaturge, né entre 967 et 981 près de Magnésie du Méandre - mort le 8 novembre 1054 sur le mont Galèsion près d’Éphèse, est un moine et stylite byzantin, fondateur des monastères du Galèsion et de Bessai. Il est fêté le 7 novembre. 

## Biographie
Baptisé sous le nom de Léon, il serait né entre 967 et 981 - probablement en 968 - près de Magnésie du Méandre en Ionie et aurait été éduqué par son oncle Élie, moine du monastère des Calathoï, puis au monastère du Stroubilion.
Il prit le nom de Lazare dans un monastère des environs d'Attalia (Antalya) après qu'un ascète l'ait persuadé des dangers d'un pèlerinage en Terre sainte. Il y aurait pratiqué l'ascèse pendant plusieurs années, puis se serait rendu à Jérusalem avant de se retirer à la laure de Saint-Sabas, où il continua de pratiquer l'ascèse pendant plusieurs années et où le patriarche de Jérusalem l'aurait ordonné prêtre.
Revenu près d'Éphèse, il serait devenu stylite. Sa renommée grandissant, plusieurs disciples seraient venus se ranger sous sa direction et vivre au pied de sa colonne. Il serait alors parti s'installer sur le mont Galèsion où il aurait vécu dans une grotte et sur plusieurs colonnes, chacune devenant le centre d'un groupement monastique.
Il fonda ainsi trois monastères sur le mont Galèsion ainsi que celui de Bessai sur une terre impériale.
Il serait mort le 8 novembre 1054.
Outre sa fête du 7 novembre, la translation de ses reliques est fêtée par l'Église orthodoxe le 17 juillet.

## Sources
- Vie de Lazare le Galèsiote, BHG 979, c.246-247